# Demografia de Luxemburgo
As Demografia de Luxemburgo é o estudo de caracteríticas populacionais desse país. Luxemburgo é um pequeno país da Europa Ocidental que em 2023 possuia 660 809 habitantes. O povo de Luxemburgo é chamado de Luxemburguês.

## Índices demográficos
Luxemburgo é o penúltimo país da União Europeia em população e área territorial, com 660 809 habitantes (em 2023) e 2586 quilômetros quadrados, apenas Malta é menor que Luxemburgo em ambas as características.

### População estrangeira
|                                                     |             |  |        |        |
| País de origem de estrangeiros em Luxemburgo (2021) |             |  |        |        |
| Portugal                                            | Portugal    |  | 93.659 | 93.659 |
| França                                              | França      |  | 49.071 | 49.071 |
| Itália                                              | Itália      |  | 23.881 | 23.881 |
| Bélgica                                             | Bélgica     |  | 19.692 | 19.692 |
| Alemanha                                            | Alemanha    |  | 12.906 | 12.906 |
| Espanha                                             | Espanha     |  | 8.477  | 8.477  |
| Romênia                                             | Romênia     |  | 6.284  | 6.284  |
| Polônia                                             | Polônia     |  | 4.977  | 4.977  |
| Reino Unido                                         | Reino Unido |  | 4.289  | 4.289  |
| China                                               | China       |  | 4.130  | 4.130  |

Luxemburgo é o membro da União Europeia que possui maior proporção de estrangeiros em sua população, com 52,8% de nativos e 47,2% estrangeiros. Isso se deve a um grande aumento da imigração para o país desde o século XX, por ser um dos países com maior qualidade de vida e oportunidades de trabalho da região. A maioria dos estrangeiros que vivem no país são de Portugal. Os portugueses em novembro de 2021 representavam 14,5% da população total do país e 30,8% da população estrangeira. 80,9% da população estrangeira veem de países membros da União Europeia, excluindo-se estes os países de origem com mais população seriam o Reino Unido e a China, representando juntos 1,3% da população total.